# Diócesis de Nanyang
La diócesis de Nanyang (en latín: Dioecesis Naniamensis y en chino: 天主教南阳教区) es una circunscripción eclesiástica de la Iglesia católica en China. Se trata de una diócesis latina, sufragánea de la arquidiócesis de Kaifeng. Desde el 7 de mayo de 2020 su obispo es Peter Jin Lugang, aunque para el Anuario Pontificio es sede vacante desde el 19 de febrero de 1978.

## Territorio y organización
La diócesis tiene 12 000 km² y extiende su jurisdicción sobre los fieles católicos de rito latino residentes en la ciudad prefectura de Nanyang en la provincia de Henan.
La sede de la diócesis se encuentra en la ciudad prefectura de Nanyang, en donde se halla la Catedral de San José.
En 1950 en la diócesis existía 1 parroquia.
En la diócesis funciona la Congregación de San José, fundada en 1920 por un sacerdote del P.I.M.E., y que hoy cuenta con 116 monjas.

## Historia
El vicariato apostólico de Honan fue erigido en 1844, obteniendo el territorio de la diócesis de Nankín (hoy arquidiócesis de Nankín).
El 1 de septiembre de 1882, en virtud de breve Quae in commoditatem del papa León XIII cedió partes de su territorio para la erección del vicariato apostólico de Honan Septentrional (hoy diócesis de Weihui) y al mismo tiempo asumió el nuevo nombre del vicariato apostólico de Honan Meridional.
El 15 de mayo de 1906 cedió una porción de su territorio para la erección de la prefectura apostólica de Honan Occidental (hoy diócesis de Zhengzhou).
El 21 de septiembre de 1916 cedió otra porción de su territorio para la erección del vicariato apostólico de Honan Oriental (hoy arquidiócesis de Kaifeng) mediante el breve Summa afficimur laetitia del papa Benedicto XV.
El 3 de diciembre de 1924 pasó a llamarse vicariato apostólico de Nanyang en virtud del decreto Vicarii et Praefecti de la Congregación de Propaganda Fide.
El 2 de marzo de 1933 cedió una parte de su territorio para la erección de la prefectura apostólica de Zhumadian (hoy diócesis de Zhumadian) mediante el breve Supremi Apostolatus del papa Pío XI.
El 11 de abril de 1946 el vicariato apostólico fue elevado a diócesis con la bula Quotidie Nos del papa Pío XII.
El 4 de noviembre de 1948 el Partido Comunista de China capturó Nanyang, se impuso en la guerra civil y proclamó la República Popular China el 1 de octubre de 1949. El 4 de septiembre de 1951 China comunista expulsó al nuncio apostólico Antonio Riberi y la Santa Sede continuó reconociendo a la República de China en Taiwán como el legítimo gobierno chino. Todos los misioneros extranjeros fueron expulsados de China comunista en 1952.
La Asociación Patriótica Católica China fue creada con el apoyo de la Oficina de Asuntos Religiosos de la República Popular de China en 1957, con el objetivo de controlar las actividades de los católicos en China. Su nombre público es Iglesia católica china y es referida como la "Iglesia oficial" en contraposición a la "Iglesia subterránea" o "Iglesia clandestina" leal a la Santa Sede.
En el período de 1966 a 1976 la Revolución Cultural se ensañó especialmente contra la religión, destruyéndose numerosas iglesias y cesaron todas las actividades religiosas en la diócesis. Después de la reintroducción de la legalidad de los cultos en China a principios de los años 1980, la situación en la provincia de Henan no está clara. En 2000, sólo había un obispo "oficial" reconocido por el gobierno, mientras que de las ocho diócesis de la provincia, sólo cuatro, incluida Nanyang, tenían obispos "clandestinos".
En 1995 fue ordenado obispo clandestino Joseph Zhu Baoyu, quien dimitió por superar el límite de edad en 2010. Estas dimisiones fueron aceptadas por el papa, que en 2007 había nombrado un obispo coadjutor, no reconocido por el gobierno, en la persona de Peter Jin Lugang. Sin embargo, el 30 de junio de 2011, Zhu, de casi noventa años, aceptó ser obispo oficial de la diócesis. Tras el acuerdo de 2018 entre la Santa Sede y la República Popular China sobre el nombramiento de obispos, las autoridades chinas también reconocieron la dignidad episcopal de Peter Jin Lugang, previamente obstaculizada en sus actividades pastorales, y se pudo celebrar una ceremonia pública el 30 de enero de 2019 en presencia de otros obispos "oficiales".
El 22 de septiembre de 2018 se firmó en Pekín el Acuerdo provisional entre la Santa Sede y la República Popular de China sobre el nombramiento de los obispos. El 22 de octubre de 2020 el acuerdo fue prorrogado por otros dos años y en octubre de 2022 por otros dos años más.
Debido a la situación particular de la Iglesia católica en China, la Santa Sede no nombra obispos para las diócesis chinas, que son sedes oficialmente vacantes incluso en presencia de obispos reconocidos por Roma.

## Estadísticas
Según el Anuario Pontificio 2002 la diócesis tenía a fines de 1950 un total de 22 807 fieles bautizados.
| Año                                                                             | Población            | Población | Población      | Sacerdotes | Sacerdotes    | Sacerdotes    | Bautizados por sacerdote | Diáconos permanentes | Religiosos | Religiosos | Parroquias |
| Año                                                                             | Bautizados católicos | Total     | % de católicos | Total      | Clero secular | Clero regular | Bautizados por sacerdote | Diáconos permanentes | Varones    | Mujeres    | Parroquias |
| ------------------------------------------------------------------------------- | -------------------- | --------- | -------------- | ---------- | ------------- | ------------- | ------------------------ | -------------------- | ---------- | ---------- | ---------- |
| 1950                                                                            | 22 807               | 4 025 000 | 0.6            | 34         | 8             | 26            | 670                      |                      |            | 38         | 1          |
| Fuente: Catholic-Hierarchy, que a su vez toma los datos del Anuario Pontificio. |                      |           |                |            |               |               |                          |                      |            |            |            |

## Episcopologio
- Jean-Henri Baldus, C.M. † (2 de marzo de 1844-23 de septiembre de 1864[14] nombrado vicario apostólico de Kiangsi)
  - Sede vacante (1864-1873)
- Simeone Volonteri, P.I.M.E. † (22 de julio de 1873-21 de diciembre de 1904 falleció)
- Angelo Cattaneo, P.I.M.E. † (15 de junio de 1905-13 de diciembre de 1910 falleció)
- Noè Giuseppe Tacconi, P.I.M.E. † (18 de septiembre de 1911-20 de noviembre de 1916 nombrado vicario apostólico de la Honan Oriental)
- Flaminio Belotti, P.I.M.E. † (14 de junio de 1917-29 de marzo de 1938 renunció)
- Pietro Massa, P.I.M.E. † (29 de marzo de 1938-19 de febrero de 1978 falleció)
  - Sede vacante
  - Joseph Jin De-chen † (1981 consagrado-21 de noviembre de 2002 falleció) (obispo clandestino)
  - Joseph Zhu Baoyu † (21 de noviembre de 2002 por sucesión-2010 retirado) (obispo clandestino)
  - Peter Jin Lugang (2010 por sucesión-30 de junio de 2011 nombrado obispo coadjutor) (obispo clandestino)
  - Joseph Zhu Baoyu † (30 de junio de 2011-7 de mayo de 2020 falleció) (por segunda vez, reconocido por el gobierno)
  - Peter Jin Lugang, por sucesión el 7 de mayo de 2020 (por segunda vez, reconocido por el gobierno)